# Max Kroonen
Max Kroonen (né le 23 août 2000 à Dordrecht) est un coureur cycliste néerlandais.

## Biographie
Lors de la saison 2019, Max Kroonen se distingue en devenant champion des Pays-Bas sur route juniors (moins de 19 ans). La même année, il termine meilleur grimpeur du Tour des Portes du Pays d'Othe, quatrième de La Bernaudeau Junior ou encore neuvième de Kuurne-Bruxelles-Kuurne juniors. Il rejoint ensuite la formation VolkerWessels-Merckx, qui devient une équipe continentale en 2020. 
En juin 2022, il s'impose sur la course en ligne des championnats des Pays-Bas espoirs à Drijber,. En mars 2023, il remporte une étape de l'Olympia's Tour.

## Palmarès et résultats

### Palmarès par année
- 2017
  - 1re étape de l'Acht van Bladel
  - 2e du Ronde van Gelderland
- 2018
  -  Champion des Pays-Bas sur route juniors
- 2019
  - Parel van de Veluwe
- 2022
  -  Champion des Pays-Bas sur route espoirs
  - Ronde van Oploo
- 2023
  - 2e étape de l'Olympia's Tour
  - Omloop van de Braakman
  - Ronde van Midden-Brabant
  - 2e de la Course de Solidarność et des champions olympiques
- 2024
  - Omloop van de Braakman
  - Textielprijs Vichte
- 2025
  - Grote Ronde van Gerwen

### Classements mondiaux
| Année                                 | 2021  | 2022 | 2023 |
| ------------------------------------- | ----- | ---- | ---- |
| Classement mondial                    | 2339e | 984e | 713e |
| UCI Europe Tour                       | 1561e | 717e | nc   |
|                                       |       |      |      |
| Légende : nc = non classéSource : UCI |       |      |      |